# Diervilla
 Diervilla é um gênero botânico pertencente a família das Diervillaceae.
No Sistema de Cronquist o  gênero foi classificado como pertencente a família das  Caprifoliaceae
O gênero é constituido por arbustos de folhas decíduas nativas da América do Norte.
O nome  Diervilla foi dado em homenagem ao francês Dr. Dierville, que introduziu a planta na Europa em 1700.
As espécies de arbusto são baixas, alcançando  1 a 2 m de altura, com uma copa de diâmetro médio entre 1 a 2 m. Forma agrupamentos de plantas espalhando-se  no subsolo através de rizomas.
As folhas são simples, opostas, ovadas ou lanceoladas, com bordas dentadas. No outono, antes da queda, suas cores variam entre amarelo, laranja e vermelho. As flores são pequenas, tubulares,  tipicamente de cor amarelo-pálido.
Espécies que foram incluidas no gênero  Diervilla  agora  são incluidas no gênero  Weigela. Algumas espécies deste gênero são conhecidas como madressilvas  por serem confundidas com espécies do gênero Lonicera.
Espécies de  Diervilla são usadas como fonte de alimento por larvas de algumas espécies de  Lepidopteras.

## Principais espécies
O gênero é composto por aproximadamente 40 espécies. As principais são:
| - Diervilla lonicera Mill. - Diervilla middendorffiana Carrière - Diervilla praecox Lemoine - Diervilla rivularis Gattinger | - Diervilla sessilifolia Buckl. - Diervilla splendens (Carrière) G. Kirchn. - Diervilla suavis Kom. |

## Lista completa das espécies
Diervilla acadiensis 	Diervilla amabilis 	Diervilla brevicalycina
Diervilla canadensis 	Diervilla coraeensis 	Diervilla decora
Diervilla diervilla 	Diervilla fallax 	Diervilla floribunda
Diervilla florida 	Diervilla fujisanensis 	Diervilla grandiflora
Diervilla hortensis 	Diervilla humilis 	Diervilla japonica
Diervilla lemoinei 	Diervilla longifolia 	Diervilla lonicera
Diervilla lowii 	Diervilla lutea 	Diervilla maximowiczii
Diervilla middendorfiana 	Diervilla multiflora 	Diervilla nikoensis
Diervilla parvifolia 	Diervilla pauciflora 	Diervilla praecox
Diervilla purpurata 	Diervilla rivularis 	Diervilla rosea
Diervilla sakaii 	Diervilla sanguinea 	Diervilla sessilifolia
Diervilla splendens 	Diervilla suavis 	Diervilla subsessilis
Diervilla tournefortii 	Diervilla trifida 	Diervilla venusta
Diervilla versicolor 	